# عزلة الهجرة (البيضاء)

تعديل مصدري - تعديل

عزلة الهجرة هي إحدى عزل مديرية البيضاء في محافظة البيضاء اليمنية ويبلغ تعداد سكانها 7707 نسمة حسب التعداد السكاني في اليمن لعام 2004.